# Denis la Malice
Pour les articles homonymes, voir Denis la Malice (homonymie).
Denis la Malice (Dennis the Menace en anglais) est une série de bande dessinée américaine de type comic strip créée par Hank Ketcham et publiée à partir de mars 1951.

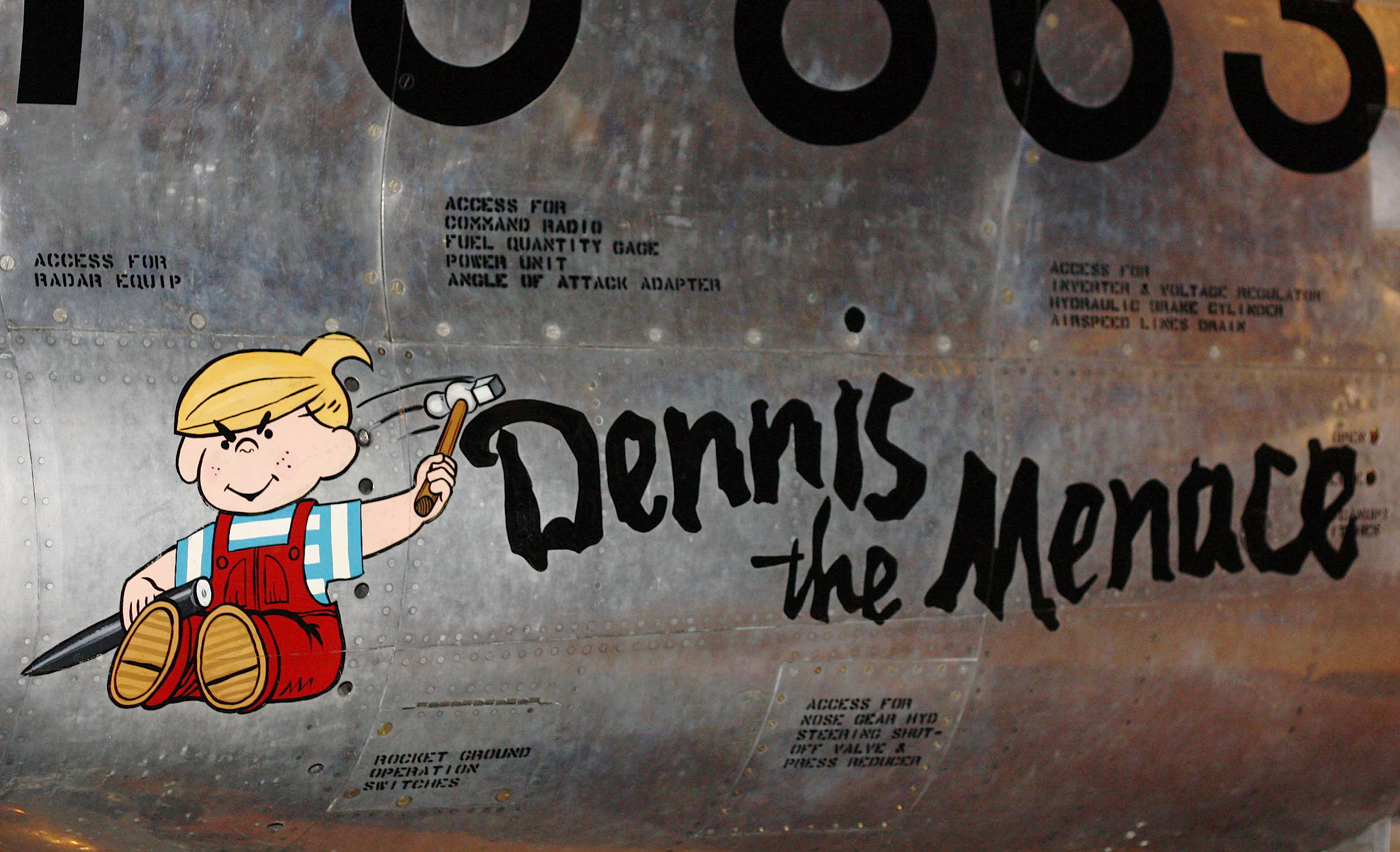
Nose art de Dennis the Menace au musée de la United States Air Force (Force aérienne des États-Unis).

Cette série ne doit pas être confondue avec une série de bande dessinée britannique d'Ian Chisholm et Dave Law, également intitulée au début Dennis the Menace (puis Dennis the Menace and Gnasher (en)), apparue quelques jours plus tôt dans l'hebdomadaire The Beano.

## Histoire

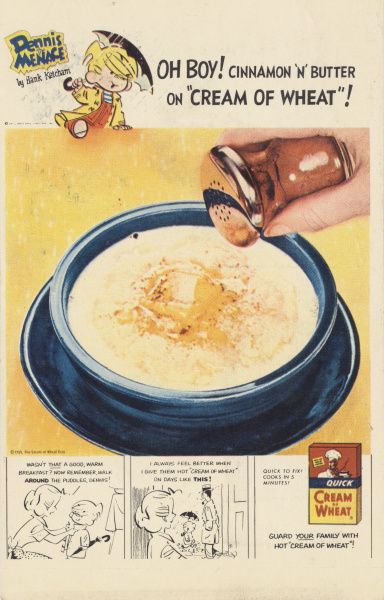
Publicité américaine de 1955 utilisant le personnage dessiné de Denis.

Le héros de la série est un petit garçon de cinq ans très malicieux et farceur qui s'appelle Denis Mitchell (« Dennis » dans la version originale) facilement reconnaissable à sa mèche blonde qui lui tombe devant les yeux et à ses taches de rousseur. Il ne cesse d'exaspérer son voisin, George Wilson, un postier retraité et passionné de jardinage, vivant avec sa femme Martha. Denis est souvent accompagné d'un gros chien blanc appelé Ruff.

## Origines
Le personnage de Denis a été inspiré par le propre fils de Hank Ketcham, alors âgé de quatre ans et prénommé Dennis. Vers la fin de sa vie, Hank Ketcham a déclaré avoir regretté d'avoir donné le prénom de son fils au personnage de sa bande dessinée, ce qui aurait constitué un fardeau pour ce dernier. Après avoir perdu sa mère d'une overdose en 1959, Dennis Ketcham a en effet souffert d'un état de stress post-traumatique au retour de la guerre du Vietnam et s'est brouillé avec son père.

## Publications

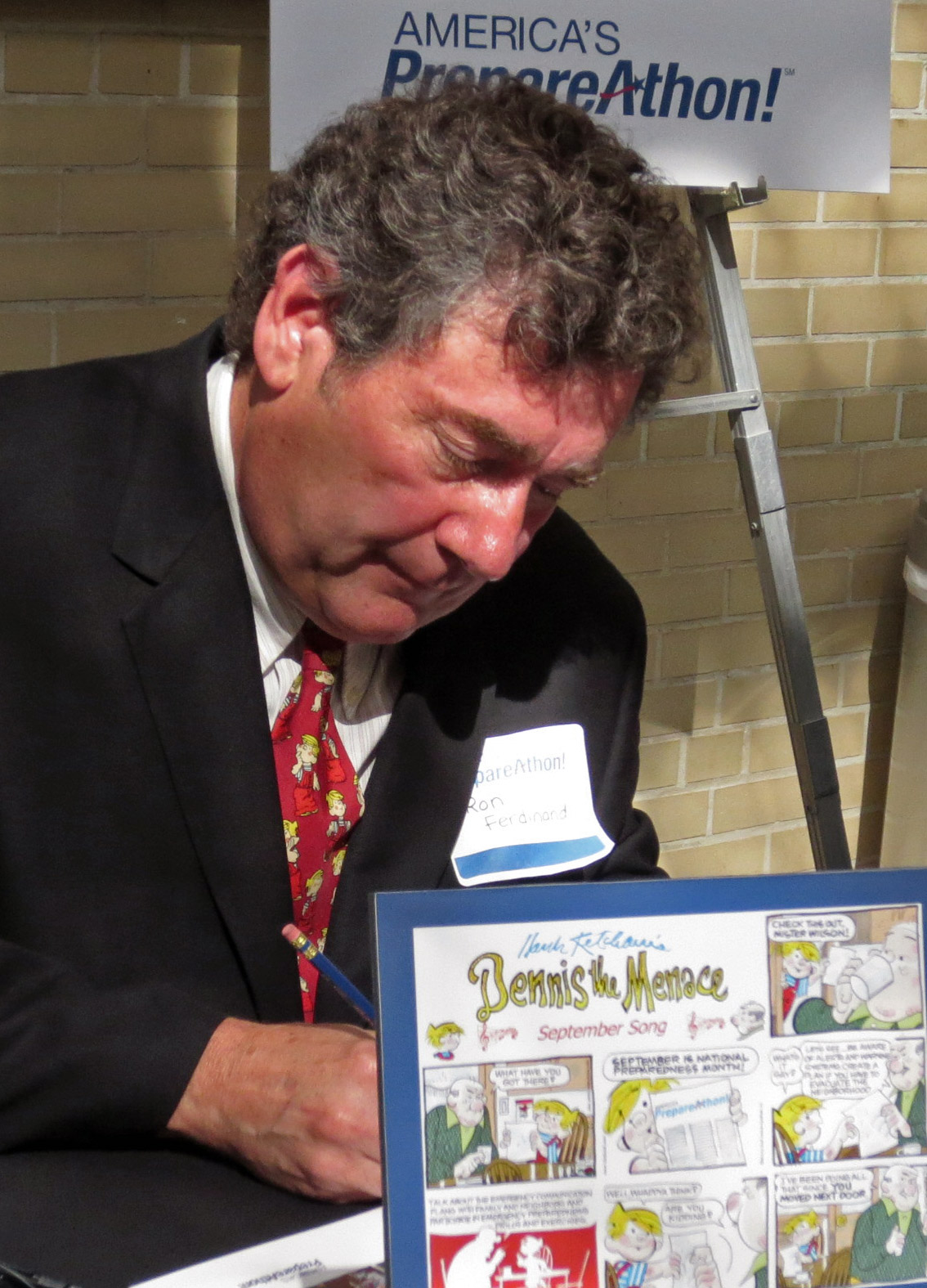
Ron Ferdinand est l'un des continuateurs de la série après Hank Ketcham (2013).

## Adaptations
La Bande dessinée a été adaptée pour le cinéma et la télévision :
- Denis la petite peste (Dennis the Menace), série télévisée américaine diffusée entre le 4 octobre 1959 et le 7 juillet 1963 sur le réseau CBS;
- Denis la Malice (Dennis the Menace) est une série télévisée d'animation franco-américano-japonaise de Jean Chalopin diffusée de 1985 à 1988 ;
- Dennis la Malice[2] (Dennis the Menace: Dinosaur Hunter), téléfilm américain diffusé en 1987 ; (En France sortie en VHS et Passer à la télé)
- Denis la Malice (Dennis the Menace), film américain de Nick Castle sorti en 1993 ;
- Denis la Malice sème la panique (Dennis the Menace Strikes Again), film américain de Jeffrey Reiner sorti en 1998.
- Le Noël de Denis la Malice (A Dennis the Menace Christmas), film américain de Ron Oliver sorti en 2007.